# Петрусенко, Александр Александрович
Алекса́ндр Алекса́ндрович Петрусе́нко (укр. Олександр Олександрович Петрусенко; 26 марта 1998, Киев) — украинский футболист, полузащитник клуба «Антальяспор».

## Клубная карьера
Родился в Киеве. Воспитанник местной ДЮСШ-15, в футболке которой с 2012 по 2015 год выступал в ДЮФЛУ. Летом 2016 года перешёл в «Динамо». Дебютировал в футболке киевлян 24 августа 2016 в победном (2:0) выездном поединке юношеского чемпионата Украины против «Александрии». За «Динамо U-19» в сезоне 2016/17 годов сыграл 26 матчей в юношеском чемпионате Украины, в которых отличился 1 голом. В вышеуказанном сезоне также сыграл 3 матча в Юношеской лиге УЕФА, в которой дебютировал 23 ноября 2016 года в проигранном (0:2) выездном поединке 5-го тура группового этапа против «Наполи». Александр вышел на поле в стартовом составе, а на 89-й минуте его заменил Александр Мельник. Начиная с сезона 2017/18 годов выступал за молодёжную команду «Динамо», в составе которой за два сезона сыграл 47 матчей и отличился 5-ю голами. По завершении сезона 2018/19 годов оставил «динамовцев».
В июле 2019 года отправился на просмотр в «Металлист 1925», однако харьковчанам не подошёл и вернулся в «Динамо». В начале сентября 2019 года получил статус свободного агента и в начале октября 2019 года перешёл в «Горняк-Спорт». Дебютировал за команду из Горишних Плавней дебютировал 5 октября 2020 в победном (1:0) домашнем поединке 12-го тура Первой лиги Украины против «Миная». Петрусенко вышел на поле на 83-й минуте, заменив Виктора Лиховидько. За полтора неполных сезона в составе «Горняк-Спорта» в Первой лиге сыграл 28 матчей, еще 3 поединка провёл в кубке Украины. Зимой 2020/21 годов у клуба из Горишних Плавней возникли финансовые трудности и Александр Петрусенко стал одним из игроков, покинувших команду.
В январе 2021 года перешёл в «Минай». В футболке нового клуба дебютировал 13 февраля 2021 года в проигранном (1:2) домашнем поединке 14-го тура Премьер-лиги Украины против «Львова». Александр вышел на поле в стартовом составе, на 17-й минуте получил жёлтую карточку, а на 46-й минуте его заменил Алексей Хахлёв. В сезоне 2020/21 годов сыграл 10 матчей в высшем дивизионе чемпионата Украины и 3 поединка в кубке Украины, но занял последний 14-е место в Премьер-лиге и вылетел на следующий сезон в Первую лигу.

## Карьера в сборной
В конце августа 2016 года получил дебютный вызов от Владимира Циткина в состав юношеской сборной украины (U-19) для участия в мемориальном турнире Стевана Вилотича в Сербии. С 2016 по 2017 год провёл 4 поединка в команде u-19.
В начале ноября 2018 года получил вызов от Александра Головка в состав молодёжной сборной Украины, в футболке которой дебютировал 16 ноября 2018 в ничейном (3:3) поединке против Грузии. Петрусенко вышел на поле в стартовом составе и отыграл весь матч.